# أناتولي كونيكوف
أناتولي كونيكوف، (19 سبتمبر 1949 - 4 أكتوبر 2024)، هو لاعب كرة قدم سوفييتي أوكراني، ومدرب كرة قدم أوكراني. لعب مع منتخب الاتحاد السوفييتي لكرة القدم.

## وصلات خارجية
- أناتولي كونيكوف على موقع الاتحاد الأوربي (الإنجليزية)
- أناتولي كونيكوف على موقع قاعدة بيانات كرة القدم.إي يو (الإنجليزية)
- أناتولي كونيكوف على موقع ناشيونال فوتبول تيمز (الإنجليزية)
- أناتولي كونيكوف على موقع عالم كرة القدم.نت (الإنجليزية)
- أناتولي كونيكوف على موقع أوليمبيديا (الإنجليزية)